# Верхньоюлдашево
Верхньоюлда́шево (рос. Верхнеюлдашево, башк. Үрге Юлдаш) — присілок у складі Мелеузівського району Башкортостану, Росія. Входить до складу Зірганської сільської ради.
Населення — 392 особи (2010; 354 в 2002).
Національний склад:
- башкири — 87%